# Campeonato Europeu de Atletismo em Pista Coberta de 2021 - Salto com vara feminino
A prova do salto com vara feminino do Campeonato Europeu de Atletismo em Pista Coberta de 2021 foi disputada no dia 6 de março de 2021 na Arena Toruń, em Toruń, na Polónia.

## Recordes
Antes desta competição, os recordes mundiais e do campeonato nesta prova eram os seguintes:
|                       | Nome              | Nacionalidade  | Altura  | Local       | Data                    |
| --------------------- | ----------------- | -------------- | ------- | ----------- | ----------------------- |
| Recorde mundial       | Jenn Suhr         | Estados Unidos | 5m 02cm | Albuquerque | 2 de março de 2013      |
| Recorde do campeonato | Yelena Isinbayeva | Rússia         | 4m 90cm | Madri       | 6 de março de 2005      |
| Recorde europeu       | Yelena Isinbayeva | Rússia         | 5m 01cm | Estocolmo   | 23 de fevereiro de 2012 |

## Medalhistas
| Ouro                 | Prata            | Bronze                                  |
| Angelica Moser (SUI) | Tina Šutej (SLO) | Holly Bradshaw (GBR) · Iryna Zhuk (BLR) |

## Cronograma
Todos os horários são locais (UTC+1).
| Data       | Hora  | Evento |
| ---------- | ----- | ------ |
| 6 de março | 18:45 | Final  |

## Resultado
A final aconteceu às 18:45 no dia 7 de março de 2021.
| Posição           | Atleta               | Nacionalidade | 4.20 | 4.35 | 4.45 | 4.55 | 4.60 | 4.65 | 4.70 | 4.75 | 4.80 | Resultados | Notas                |
| ----------------- | -------------------- | ------------- | ---- | ---- | ---- | ---- | ---- | ---- | ---- | ---- | ---- | ---------- | -------------------- |
| Medalha de ouro   | Angelica Moser       | Suíça         | –    | o    | xo   | o    | xxo  | xxo  | o    | xo   | r    | 4.75       | Recorde pessoal      |
| Medalha de prata  | Tina Šutej           | Eslovênia     | –    | o    | xo   | xo   | o    | xo   | o    | xx-  | x    | 4.70       | =                    |
| Medalha de bronze | Holly Bradshaw       | Reino Unido   | –    | –    | –    | o    | –    | o    | xxx  |      |      | 4.65       |                      |
| Medalha de bronze | Iryna Zhuk           | Bielorrússia  | –    | –    | o    | –    | o    | o    | xxx  |      |      | 4.65       |                      |
| 5                 | Eléni-Klaoúdia Pólak | Grécia        | –    | o    | o    | xxo  | –    | xxo  | xxx  |      |      | 4.65       |                      |
| 6                 | Wilma Murto          | Finlândia     | –    | o    | o    | xo   | x-   | x-   | x-   |      |      | 4.55       | Recorde da temporada |
| 7                 | Yana Hladiychuk      | Ucrânia       | –    | o    | o    | xxx  |      |      |      |      |      | 4.45       |                      |
| 7                 | Fanny Smets          | Bélgica       | o    | o    | o    | xxx  |      |      |      |      |      | 4.45       |                      |
| 9                 | Maryna Kylypko       | Ucrânia       | o    | xo   | xxx  |      |      |      |      |      |      | 4.35       |                      |
| 9                 | Michaela Meijer      | Suécia        | o    | xo   | xxx  |      |      |      |      |      |      | 4.35       |                      |

Legenda
| Recorde mundial       | Recorde mundial (World record)               |                       | Recorde africano                      | Recorde africano (African) |                                           | Q | Classificado por posição (Qualified) |
| Recorde do campeonato | Recorde do campeonato (Championship record)  | Recorde da América    | Recorde da América (Americas)         | q                          | Classificado por melhor tempo (Qualified) |   |                                      |
| Melhor marca do ano   | Melhor marca do ano (World leading)          | Recorde asiático      | Recorde asiático (Asian)              | DNS                        | Não largou (Did not start)                |   |                                      |
| Recorde nacional      | Recorde nacional (National record)           | Recorde europeu       | Recorde europeu (European)            | DNF                        | Não terminou (Did not finish)             |   |                                      |
| Recorde pessoal       | Recorde pessoal do atleta (Personal best)    | Recorde da Oceania    | Recorde da Oceania (Oceania)          | DSQ / DQ                   | Desclassificado (Disqualified)            |   |                                      |
| Recorde da temporada  | Recorde da temporada do atleta (Season best) | Recorde sul-americano | Recorde sul-americano (South America) | NM                         | Sem marca (No mark)                       |   |                                      |